# Kusín
Kusín (Hongaars: Harapás) is een Slowaakse gemeente in de regio Košice, en maakt deel uit van het district Michalovce.
Kusín telt 357 inwoners.